# Кам'яна балка (лісовий заказник)
Кам'яна́ ба́лка — лісовий заказник місцевого значення в Україні. Розташований на території Первомайського району Миколаївської області, у межах Чаусівської сільської ради.
Площа — 10 га. Статус надано згідно з рішенням Миколаївської обласної ради № 448 від 23.10.1984 року задля збереження ділянок зростання рослин, що зникають.
Заказник розташований на північний схід від села Чаусове.